# 劉富生
劉富生，PMSM（1956年12月10日—），前香港總警司，2012年至2022年擔任保安局局長政治助理。

## 背景
劉富生早年就讀香港布廠商會公學（1969年小六下午校）和中華基督教會銘基書院。他後來於1980年投考加入香港警務處成為見習督察，擔任過邊境警區邊境聯絡員。基於香港政府有意開放香港邊境禁區，他當時和地區人士積極周旋，最終達成共識。劉富生亦曾經負責制定警務政策的職務，於2005年世界貿易組織第六次部長級會議期間擔任機場警區指揮官。於2011年2月，劉富生從策劃及發展部總警司崗位退休，此前專門負責規劃和發展未來警務設施的事務。另一方面既於1988年雙修中英語香港中文大學文學士學位，又修畢英國伯明翰大學工商管理碩士學位（公共事務），2010年獲香港特別行政區政府頒授香港警察榮譽獎章。於2012年2月起，擁有澳洲格里菲斯大學應用劇場與戲劇教育碩士學位的他在香港藝術學院擔任講師臨時助理崗位，從事藝術教育工作；同年11月5日，被委任為保安局局長政治助理。2017年8月1日，他再獲委任為保安局局長政治助理。

## 外部連結
- 兩副局長及五政助獲聘任，香港政府新聞網，2012年10月31日

| 政府职务          | 政府职务                                        | 政府职务                |
| ----------------- | ----------------------------------------------- | ----------------------- |
| 前任： 盧奕基     | 香港保安局政治助理 2012年11月5日－2017年6月30日 | 繼任： 現屆政府任期屆滿 |
| 前任： 任命審批中 | 香港保安局政治助理 2017年8月2日－2022年6月30日  | 繼任： 梁溯庭           |